# Frances Reid
Frances Reid (Wichita Falls, 9 dicembre 1914 – Beverly Hills, 3 febbraio 2010) è stata un'attrice statunitense, nota per il ruolo di Alice Horton nella soap opera della NBC Il tempo della nostra vita. Alla sua morte era al quinto posto nella lista degli attori di soap opera più longevi negli Stati Uniti.

## Biografia
Frances Reid nacque a Wichita Falls, nel Texas, dal banchiere Charles William Reid e sua moglie Anna May Priest. Reid crebbe a Berkeley, in California. La sua carriera di attrice ebbe inizio nel 1938 con una piccola parte nel film Man-Proof. 
Il suo debutto a Broadway avvenne nel 1939 con il ruolo di Juliette Lecourtois in Where There's a Will There's a Way al John Golden Theatre. In seguito nel 1946 interpretò la parte di Roxane nell'adattamento broadwaiano del Cyrano de Bergerac, andato in scena al Teatro Alvin, dove recitò al fianco di José Ferrer. Ricoprì lo stesso ruolo tre anni dopo, nel 1949, nell'adattamento di The Philco Television Playhouse. 
Membro dell'Actors Studio sin dalla sua istituzione nel 1947, Reid interpretò una moltitudine di ruoli teatrali durante gli anni quaranta e cinquanta.
Dal 1959 al 1962 vestì i panni di Grace Baker (suocera di Penny Hughes Baker) nella soap opera Così gira il mondo, mentre nel 1964 recitò il ruolo di Rose Pollack (madre di Nancy Pollock Karr) in Ai confini della notte.
Il suo ruolo più celebre fu quello della matrona Alice Horton nella soap opera della NBC Il tempo della nostra vita, ricoperto dalla prima puntata dell'8 novembre 1965 al 26 dicembre 2007.
Nel 1963 e nel 1965 apparve in due episodi della serie televisiva Perry Mason, mentre nel 1966 recitò al fianco di Rock Hudson nel film drammatico Operazione diabolica, diretto da John Frankenheimer. 
Frances Reid morì il 3 febbraio 2010 in una casa di riposo per anziani di Beverly Hills, in California, all'età di 95 anni.

## Vita privata
Il 27 giugno 1940 Reid contrasse matrimonio con l'attore Philip Bourneuf, dal quale divorziò nel 1973. La coppia non ebbe figli.

## Filmografia parziale

### Cinema
- Operazione diabolica (Seconds), regia di John Frankenheimer (1966)
- Andromeda (The Andromeda Strain), regia di Robert Wise (1971)
- Un affare di cuore (The Affair), regia di Gilbert Cates (1973)

### Televisione
- Lights Out – serie TV, episodio 2x01 (1949)
- Matinee Theatre – serie TV, 7 episodi (1955-1956)
- Carovane verso il West (Wagon Train) – serie TV, 5 episodi (1962-1965)
- General Electric Theater – serie TV, episodio 10x32 (1962)
- Undicesima ora (The Eleventh Hour) – serie TV, un episodio (1963)
- La parola alla difesa (The Defenders) – serie TV, un episodio (1963)
- Ben Casey – serie TV, episodio 2x26 (1963)
- Perry Mason – serie TV, 2 episodi (1963-1965)
- Mr. Novak – serie TV, episodio 2x20 (1965)
- Il dottor Kildare (Dr. Kildare) – serie TV, 2 episodi (1965)
- Il tempo della nostra vita (Days of Our Lives) – soap opera (1965-2007)
- Il mago (The Magician) – serie TV, un episodio (1973)
- Project UFO – serie TV, un episodio (1978)

## Doppiatrici italiane
- Franca Dominici in Operazione diabolica
- Dhia Cristiani in Un affare di cuore
- Cristina Grado in Project UFO